# جامعة بلاد الشام
جامعة بلاد الشام للعلوم الشرعية، المعروفة سابقاً بمعهد الشام العالي، هي مؤسسة تعليمية سورية أحدثت بموجب المرسوم التشريعي رقم (48) للعام 2011، الذي أصدره بشار الأسد بتاريخ 2011/04/05 ومقره مدينة دمشق ويرتبط بوزير الأوقاف.
وقد تشكلت نتيجة جمع كل من مجمعات الفتح الإسلامي والشيخ أحمد كفتارو والسيدة رقية للتعليم الشرعي، وهي المؤسسة الأولى من نوعها في سورية.

## مرسوم التعديل
في 26 كانون الثاني 2017 صدر مرسوم تشريعي عدل صفة وتسمية المعهد العالي إلى جامعة.
نص المرسوم:
الجمهورية العربية السورية
المرسوم التشريعي رقم /  8  /
رئيس الجمهورية
بناء على أحكام الدستور
يرسم ما يلي:
المادة 1- أ-  تعدل تسمية (معهد الشام للعلوم الشرعية واللغة العربية والدراسات والبحوث الإسلامية) المحدث بموجب أحكام المرسوم التشريعي رقم /48/ تاريخ 4/4/2011 إلى جامعة
(بلاد الشام للعلوم الشرعية) أينما وردت في القوانين والأنظمة النافذة.
ب -  تحل كلمة (الجامعة) محل كلمة (المعهد) وعبارة (رئيس الجامعة) محل عبارة (عميد المعهد) أينما وردت في القوانين والأنظمة النافذة.
المادة 2-     ينشر هذا المرسوم التشريعي في الجريدة الرسمية.
دمشق في 28 / 4 / 1438 هجري الموافق لـ  26 / 1 / 2017 ميلادي
رئيس الجمهورية
بشار الأسد

## الفروع
يتبع لها ثلاثة فروع هي «مجمع الشيخ أحمد كفتارو، ومجمع الفتح الإسلامي، ومجمع السيدة رقية»، ويتبع للفروع الثلاث عدد من الكليات والأقسام المتخصصة بالعلوم الشرعية وعلوم أخرى مرتبطة بها، والفروع الثلاثة موجودة بالفعل قبل المرسوم ولكن كانت تمنح شهادات غير معترف بها على المستوى المحلي؛ رغم شهرتها على مستوى العالم الإسلامي نظراً لكفاءة المناهج والمدرسين والأساتذة القائمين عليها.

### مجمع الشيخ أحمد كفتارو
أدرج ضمن التصنيف العالمي الويب ميتركس عام 2018 -BAUK 
http://www.webometrics.info/en/Asia/Syrian%20Arab%20Republic
يضم ثلاث كليات هي:
1. كلية الدعوة والدراسات الإسلامية وفيها قسم الدعوة، وقسم الإعلام، وقسم اللغة العربية
2. كلية أصول الدين
3. كلية الشريعة والقانون وفيها قسم القانون، وقسم الاقتصاد الإسلامي، وقسم الشريعة

### مجمع الفتح الإسلامي
يضم أربع كليات هي:
1. كلية الشريعة والقانون
2. كلية أصول الدين والفلسفة
3. كلية اللغة العربية
4. كلية الدراسات الإسلامية والعربية

### مجمع السيدة رقية
يضم ثلاث كليات هي:
1. كلية أصول الدين
2. كلية اللغة العربية والدراسات الإسلامية
3. كلية الشريعة

## الهيكلية الادارية
يتولى إدارة الجامعة مجلسين هما:

### مجلس الأمناء
يتألف مجلس الأمناء من 13 عضواً هم:
- وزير الأوقاف رئيساً 
- رئيس الجامعة عضواً 
- ثلاثة من كبار الشخصيات العلمية والاجتماعية في كل مجمع من المجمعات الثلاثة يتم اعتمادهم من وزير الأوقاف أعضاء 
- ممثل عن وزارة الأوقاف عضواً 
- ممثل عن وزارة التعليم العالي عضواً 
تشكيلة مجلس الأمناء الحالي: 
| الدكتور محمد عبد الستار السيد  | وزير الأوقاف                              | رئيسا              |
| الدكتور تيسير أبو خشريف        | رئيس الجامعة                              | عضوا ونائبا للرئيس |
| الأستاذ محمد قشمير             | معاون وزير الأوقاف ممثلا عن وزارة الأوقاف | عضوا               |
| الشيخ الدكتور عبد الفتاح البزم | ممثل فرع مجمع الفتح الإسلامي              | عضوا               |
| الدكتور محمد عثمان             | ممثل وزارة التعليم العالي                 | عضوا               |
| سماحة السيد عبد الله نظام      | رئيس فرع مجمع السيدة رقية عليها السلام    | عضوا               |
| الدكتور حسام الدين فرفور       | رئيس فرع مجمع الفتح الإسلامي              | عضوا               |
| الدكتور محمد شريف الصواف       | رئيس فرع مجمع الشيخ أحمد كفتارو           | عضوا               |
| الدكتور المهندس عباس صندوق     | ممثل فرع مجمع السيدة رقية عليها السلام    | عضوا               |
| الدكتور محمد خير فاطمة         | ممثل فرع مجمع الشيخ أحمد كفتارو           | عضوا               |
| الدكتور عبد الكريم الجوهري     | ممثل فرع مجمع الفتح الإسلامي              | عضوا               |
| الدكتور محمد غسان الجبان       | ممثل فرع مجمع الشيخ أحمد كفتارو           | عضوا               |
| الدكتور نبيل الحلباوي          | ممثل فرع مجمع السيدة رقية عليها السلام    | عضوا               |
| الأستاذ وسيم مولانا            | أمين سر الجامعة                           | مقررا              |

### مجلس الإدارة
يتألف من:
1. رئيس الجامعة رئيساً
2. نواب الرئيس أعضاء
3. رؤساء فروع الجامعة أعضاء
4. ممثل عن وزارة التعليم العالي عضواً
5. ممثل عن وزارة الأوقاف عضواً
6. ممثل عن الاتحاد الوطني لطلبة سورية عضواً
7. ممثل عن نقابة المعلمين عضواً
8. أمين سر الجامعة عضواً ومقرراً

## شروط القبول والدراسة
مدة الدراسة في الجامعة أربع سنوات، وتمنح درجة الإجازة والماجستير والدكتوراه من فروعها الثلاث.
الطلاب الحاصلين على الثانوية الشرعية والثانوية العامة بفرعيها العلمي والأدبي يحق لهم التسجيل في «جامعة بلاد الشام» للدراسة الجامعية فوراً حسب مفاضلة خاصة بكل فرع من فروع الجامعة، تراعي درجات الطالب في الثانوية- سواء الحاصلين على الشهادة في نفس العام أو في أعوام سابقة-، وتراعي كذلك قدرة استيعاب كل كلية وكل قسم على حدة، يحصل الطالب المتخرج بعدها على شهادة معترف بها من وزارة التعليم العالي ووزارة الأوقاف.
كما يستطيع طلاب الجامعة التقدم بشكل مباشر لنيل شهادة الماجستير أو الدكتوراه، عكس خريجي بقية الجامعات السورية الحكومية أو الخاصة؛ الذين يحتاجون إلى سنة تمهيدية يستكملون بها عدداً من المواد ليسمح لهم بعدها بالتقدم إلى قسم الدراسات العليا في أي فرع من فروع الجامعة.

## وصلات خارجية
- مجمع السيدة رقية عليها السلام
- معهد الشام، مجمع الفتح
- مجمع الفتح الإسلامي
- مجمع الشيح أحمد كفتارو نسخة محفوظة 30 أغسطس 2006 على موقع واي باك مشين.